# Drake Maverick
James Curtin (30 de janeiro de 1983) é um lutador de luta livre profissional britânico. Atualmente trabalha para a WWE no NXT, sob o nome de ringue Drake Maverick.
Ele já trabalhou para a SAS Wrestling, Frontier Wrestling Alliance, Anti-Watershed Wrestling (AWW), International Pro Wrestling: United Kingdom, New Generation Wrestling (NGW) e Triple X Wrestling (TXW).

## Carreira no wrestling profissional
Curtin, que foi treinado por Jack Storm e Chris Gilbert dentro da promoção K-Star Wrestling antes de eventualmente ficar sob a tutela de "Charming" Don Charles no SAS Wrestling Academy, passou a trabalhar em muitas promoções independentes dentro do Reino Unido, Estados Unidos e Europa, sob o nome no ringue de "Spud".
Enquanto no circuito independente, as primeiras aparições importantes de Spud vieram na promoção britânica  Revolution British Wrestling em 2003. Em 30 de agosto de 2003, Spud derrotou Jack Hazard para se tornar o primeiro British Welterweight Champion; um título que Spud manteve por vários meses antes de perdê-lo para "The Gift" Ross Jordan em uma luta com o máximo de quedas em meados de dezembro de 2003.

### Frontier Wrestling Alliance (2004–2011)
Spud começou a trabalhar para a Frontier Wrestling Alliance em 2004, e foi trazido para o elenco principal para ser usado como um intermediário em um curto período de tempo, competindo contra muitos adversários maiores. Durante o início de 2005, no entanto, a FWA começou sua divisão flyweight, depois que Spud entrou em um torneio para coroar um campeão Flyweight para a promoção. Spud chegou a final do torneio, onde foi derrotado por Ross Jordan, que se tornou o primeiro campeão Flyweight da FWA. No entanto, Jordan só foi premiado com a luta após o árbitro parar a competição devido a uma lesão na perna de Spud. Os dois continuaram a briga por mais de 14 meses, com Jordan repetidamente atacando Spud em tentativas de re-ferir a perna. A rivalidade culminou em uma luta Last Man Standing no FWA Last Fight at the Prom em 30 de setembro de 2006 com Spud saindo vitorioso.
Na sequência de um acordo comercial de talentos com a FWA, Spud fez sua primeira aparição em território americano em abril de 2006, concorrendo pela Ring of Honor Durante os dois noites no Weekend of Champions. Spud também apareceu durante a primeira turnê da ROH no Reino Unido, Unified and Anarchy In The UK, em agosto de 2006. O então Spud com 21 anos também competiu sob a bandeira da FWA durante o evento British Wrestling United National Under 23's Championship, começando entrando pela do FWA no torneio para coroar o primeiro campeão sub-23. No entanto, Spud não conseguiu vencer o torneio perdendo para seu eventual vencedor Sam Slam na primeira rodada.
Após a FWA ter relançou Spud para sua personagem de "Rockstar" com uma entrada sobre a terceira corda, incluindo um guarda do sexo feminino, uma banda e groupee. No show de retorno, New Frontiers, Spud foi colocado no torneio pelo FWA Flyweight Championship, vencendo a luta fatal four way de qualificação, perdendo na próxima rodada para Jonny Storm. No ano de 2010, Spud estaria trancado em uma guerra de palavras com Storm e participaria em vários torneios da FWA pelo FWA Flyweight Championship. Sua rivalidade com Storm culminou no New Frontiers 2011, que terminou sem vencedor.

### International Pro Wrestling: United Kingdom (2004–2010)

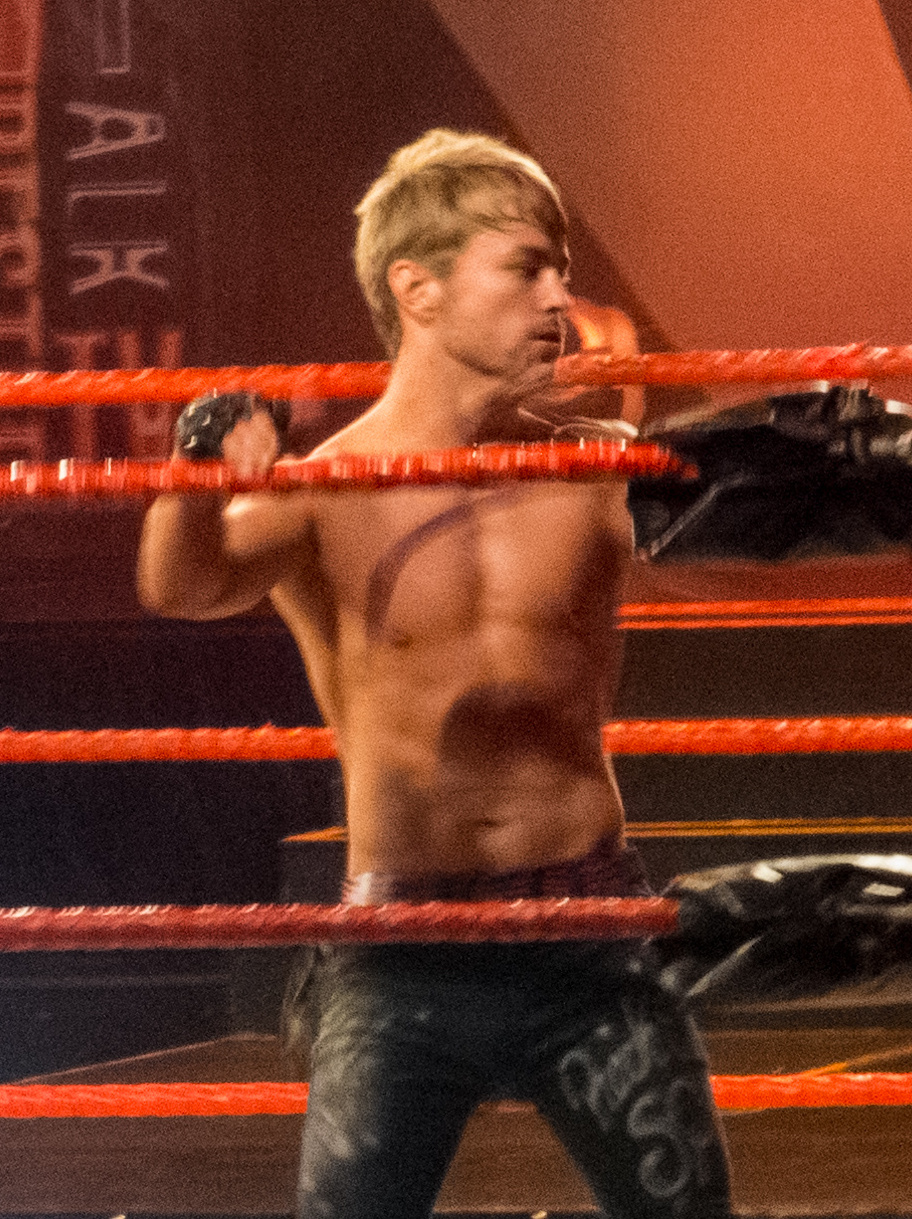
Spud lutando pela IPW em 2010.

Spud competiu regularmente para a promoção  International Pro Wrestling: United Kingdom desde sua criação em 2004. Até 2005, Spud tinha uma rixa de alto perfil com Jack Storm, que culminou em uma luta Street fight, em janeiro de 2006. Enquanto na IPW: UK, Spud formou a dupla Dragon Hearts, com o colega e lutador Dragon Phoenix. Em 24 de setembro de 2006, os Dragon Hearts derrotaram The Untouchables em uma luta Tables, Ladders, and Chairs para se tornarem Campeões de Duplas da IPW: UK. Os Dragon Hearts também se envolveu com uma disputa inter-federativa da  IPW:UK com a Frontier Wrestling Alliance, e apesar de Spud ser um regular para que a promoção que ele lutou ao lado da IPW: UK em uma luta contra a equipe FWA. Os Dragon Hearts uniram-se com Leroy Kincaide para enfrentar a  Iceman, Jonny Storm e Jorge Castano em uma luta que teve uma lesão de Phoenix e Spud. Phoenix sofre uma profunda ferida na cabeça enquanto Spud sofreu o que parecia ser um ombro separado ou deslocado devido a um dropkick nas mãos de Storm. Storm e Spud se enfrentaram em uma luta de rancor no início de 2007 com Spud conseguindo a vitória.
Spud passou a representar a IPW: UK na articulação FWA vs IPW: UK no Final Frontiers perdendo para Hade Vansen. Depois de perder contra os Campeões de Duplas do IPW: UK para Swiss Money Holdings na estreia no Reino Unido em Liverpool, Luke Dragon Phoenix deixou a promoção e acabou com os Dragon Hearts. De volta as lutas individuais, Spud passou a enfrentar Big Brother e o concorrente Billi Bhatti  perdendo, graças aos Hated Heroes. Spud recentemente derrotou Dave Moralez e Eamon O'Neill para avançar nas rodadas de abertura do torneio pelo British National Championship, mas foi derrotado por Sam Slam nas quartas de final. A última aparição recente de Spud para IPW: UK foi em uma derrota para ex-Gladiator e atual estrela da TNA, Magnus, Nick 'Oblivion' Aldis.
Spud voltou para a promoção depois de 6 meses sob o seu personagem "Rockstar" e derrotou Lion Kid  para se tornar o Campeão Cruiserweight da IPW: UK. Spud apareceu para as promoções em Londres e Midlands com base na SAS Wrestling desde a sua criação em 2005. Ele travou uma guerra com um inimigo de longo tempo, Jack Storm depois que ele voltou no show "Bring Your Jeans" em novembro de 2005. Spud lutou contra membros da equipe Charming por quase um ano, a fim de obter por aos mãos em Jack Storm. Ele enfrentou eventualmente na final do torneio pelo SAS UK Wrestling Championship fazendo pinfall seu inimigo depois de um encontro muito disputado considerado por muitos como a luta do ano do Reino Unido em 2006. Spud perdeu o campeonato um mês depois, graças a gerente de Jack Storm, Charming Don Charles, e em outra longa contenda, eventualmente, lutou com ele em uma em uma luta Bring Your Jeans Street fight fazendo pinfall com um pé depois de uma cadeirada na cabeça.
Spud tornou o campeão do SAS UK Championship mais uma vez derrotando Jack Storm em abril de 2008 em uma luta numa jaula de aço. Recentemente Spud virou as costas para os fãs atacando Phil Bedwell, citando os fãs a não se preocupar com ele tanto quanto eles fazem sobre o ex-alcoólatra como sua motivação, e evoluiu em sua persona 'Rockstar'. Spud defendeu o campeonato em 2009 contra Derise Coffie e Bubblegum, antes de finalmente perder o campeonato para Bubblegum em uma luta numa jaula de aço, em junho de 2010. Spud continuaria a aparecer esporadicamente na IPW antes de sair para a Total Nonstop Action Wrestling.

### XWA (2007–2011)
Depois da briga entre FWA e IPW: UK terminou, a promoção XWA foi fundada a partir dos restos da FWA. Spud rivalizou com o Campeão Flyweight da XWA El Ligero, derrotando-o em uma luta Last Man Standing para se tornar campeão com a ajuda de The Kartel e Martin Stone para formar facção "The Firm". Spud ganhou o anual Goldrush rumble para se tornar o desafiante número um ao XWA Heavyweight Championship ainda como Campeão Flyweight, o que ele conseguiu fazer depois de bater Sam slam no Last Fight at the Prom 2009. No entanto, Curtin foi despojado do Campeonato Flyweight da XWA devido a sua falta de defesas e também perdeu o XWA Heavyweight Championship no final do ano para Johnny Phere. Spud, desde que perdeu o XWA Heavyweight Championship, sofreu uma série de derrotas e foi então ferido em setembro de 2010 em uma partida com o novo 'Showstealer' Nathan Cruz. Spud fez o seu regresso em fevereiro de 2011 confrontando Cruz e seus ex-aliados da equipe de Rockstar para abandoná-lo no anual XWA Goldrush Rumble.

### Outras promoções
A Pro Wrestling Guerrilla fez sua primeira turnê no Reino Unido em Fevereiro de 2006, onde Spud se uniu com Topgun Talwar and Aviv Maayan para enfrentar  Excalibur, Disco Machine and Ronin em uma luta de trios onde Spud foi derrotado por Excalibur. O segundo show da PWG no Reino Unido, em outubro de 2007 contou com Spud enfrentando Joey Ryan. Ryan derrotou Spud após um superkick.
Spud também se tornou uma das principais estrelas britânicas no plantel da One Pro Wrestling desde a sua criação em 2005. Ainda competindo sob a personagem de azarão, Spud tinha uma rixa de longa data como lutador americano Sterling James Keenan e com o super-pesado Abyss. Spud e seu parceiro Luke Dragon Phoenix ressurgiram na 1PW para ganhar os títulos de duplas em sua estreia como equipe, mas Spud deixou a promoção no inverno de 2007, depois de perder os títulos de duplas da 1PW para The Damned Nation juntamente com seu sócio Luke Dragon Phoenix. Spud retornou mais tarde para 1PW no aniversário de 3 anos, como o parceiro misterioso de Hubba Bubba Lucah para, finalmente acabar com o desbanimento da Damnned Nation. Em 15 de novembro de 2009, ele derrotou Darkside para ganhar o Campeonato Openweight da 1PW.

### Total Nonstop Action Wrestling (2013–2015)
Em janeiro de 2012, Spud teve duas aparições na Total Nonstop Action Wrestling (TNA) em lutas não televisionadas que teve lugar em Portugal, enfrentando Jonny Storm, Jody Fleisch e Pac em lutas  fatal 4–way . Spud apareceu no reality show TNA Wrestling: British Boot Camp que começou a ser exibido em 1 de janeiro de 2013 no canal Challenge. Na edição final do show, Spud venceu a competição e ganhou um lugar no plantel da TNA. Em 7 de fevereiro de 2013 na edição do Impact Wrestling, Spud fez sua estréia em um segmento de entrevista no ringue com ele sendo então interrompido por Robbie E e Robbie T. Spud, então, fazer a sua estreia no ringue na edição de 21 de fevereiro do Impact Wrestling derrotando Robbie E.
Depois de vencer o TNA British Bootcamp, Spud foi enviado para a Ohio Valley Wrestling, território de desenvolvimento da TNA e fez sua estreia no 13 de março de 2013 episódio da OVW . Ele derrotou Cliff Compton para conquistar o OVW Television Championship, tornando-se o primeiro lutador a conquistar o título em sua luta de estreia. Ele iria defender o título por 59 dias, fazendo várias defesas semanais com sucesso antes de perdê-lo para Randy Royal.
Spud retornou a TNA em 18 de julho no episódio do Impact Wrestling, quando ele participou do episódio intitulado de "Destination X" e entrou em um torneio para determinar o novo campeão d X Division, mas ele foi derrotado por Greg Marasciulo na primeira rodada em uma luta three-way, que também envolvia Rubix.
Após outro hiato no plantel principal, Spud retornou em 28 de novembro de 2013 durante o Impact Wrestling, sendo anunciado pela presidente da TNA Dixie Carter como o novo chefe de gabinete. Mais tarde, naquele show, ele e Dixie foram os anfitriões de um jantar no ringue de Ação de Graças com todo os lutadores vilões da empresa, sendo assim interrompidos por Kurt Angle e os mocinhos da TNA, que terminou em uma grande briga.
Na edição de Outubro de 8 de Wrestling Impact, Ethan Carter III chamou-o para fora e deu a ele a chance de fazer as pazes. Carter condenou Spud por seu fracasso em parar Bully Ray de colocar sua tia, TNA Presidente Dixie Carter , por meio de uma tabela, EC3, então, humilhar publicamente Spud, chamando-o um perdedor e batendo-lhe na cara.No final, Spud reagiu e deu um soco Carter, virando o rosto no processo pela primeira vez desde 2013. Em vez de fisicamente retaliação, EC3 o demitiu do cargo de chefe de gabinete dos Carters. Pouco depois, em um segmento YouTube, Spud seriam recontratados para trás em um papel de luta pelo Diretor de Operações Wrestling, Kurt Angle. Em 22 de outubro episódio de Wrestling Impact, Spud uniram-se com Eric Young em um esforço perdido contra Ethan Carter III e novo aliado do EC3 Tyrus em um torneio de Tag Team. Em 8 de janeiro (foi ao ar 23 de janeiro) Spud venceu na Feast or Fired jogo uma maleta com uma oportunidade para o Campeonato TNA X Division. Sua rivalidade com Carter terminou em 31 de Janeiro (foi ao ar 13 de Março) em um cabelo contra o fósforo de cabelo, que Spud perdido. Nesse mesmo dia (foi ao ar em 20 de março) Spud derrotado Low Ki para o Campeonato X Division

## Outras mídias
Em agosto de 2006, Spud apareceu no Big Brother do Channel 4 que eles fizeram depois que a casa onde Spud em um show da IPW: UK em Originton, Kent, foi derrotado pelo concorrente do Big Brother Billi Bhatti.
Em janeiro de 2011, Spud, em sua personagem "Rockstar", apareceu no programa da BBC Three, Snog Marry Avoid? onde foi dado um make-under.
Curtin também filmou uma pequena parte no próximo curta-metragem  "Light The Lights" (estrelado por Callum Best), onde ele faz o papel de um palhaço.

## No wrestling
- Movimentos de finalização
  - 5 Stone Spud Splash (Frog splash)
  - Tilt-a-whirl DDT
- Movimentos secundários
  - Bulldog, às vezes como um wheelbarrow bodyscissors counter
  - Hurricanrana
  - Missile dropkick
  - Spudsault (Corkscrew 450° splash)
  - Stunner
  - Superkick
- Alcunhas
  - "The Rockstar"
  - "The Baby Jesus of British Wrestling"

## Campeonatos e prêmios
- 1 Pro Wrestling
  - 1PW Tag Team Championship (1 vez) - com Dragon Phoenix
  - 1PW Openweight Championship (1 vez)
- Anti-Watershed Wrestling
  - AWW Heavyweight Championship (1 vez)
- British Real Attitude Wrestling League
  - BRAWL Cruiserweight Championship (1 vez)
- International Pro Wrestling: United Kingdom
  - IPW:UK Cruiserweight Championship (1 vez)
  - IPW:UK Tag Team Championship (1 vez) - com Dragon Phoenix[8]
  - Vencedor do IPW:UK Extreme Measures Tournament (2005)
- K-Star Wrestling
  - KSW Commonwealth Championship (1 vez)
- Ohio Valley Wrestling
  - OVW Television Championship (1 vez)[1]
- Pro Wrestling Illustrated
  - PWI classificou-o em #212 dos 500 melhores lutadores individuais na PWI 500 em 2013[9]
- Revolution British Wrestling
  - RBW British Welterweight Champion (1 vez)[10]
- SAS Wrestling
  - SAS United Kingdom Championship (2 vezes)
- Tri-County Association Pro Wrestling
  - TAP Junior Heavyweight Championship (1 vez)
- Wrestling Association of Rugby
  - WAR Heavyweight Championship (1 vez)[11]
- XWA Wrestling
  - XWA Flyweight Championship (1 vez)
  - British Heavyweight Championship (1 vez)[12]
- Total Nonstop Action Wrestling
  - Vencedor do British Boot Camp (2013)
    - TNA X Division Championship (1 time)
- Feast or Fired (2015 – contrato pelo campeonato da X Division )[18]  
  - TNA World Cup of Wrestling (2015) – com o capitão do time Jeff Hardy, Gunner, Gail Kim, Davey Richards, e Crazzy Steve
    - Global Impact Tournament (2015) – com o Time Internacional (The Great Sanada, Drew Galloway, The Great Muta, Tigre Uno, Bram, Khoya, Magnus, Sonjay Dutt, e Angelina Love)
- Outros
  - Go4 Championship (1 vez)
- WWE
  - WWE 24/7 Championship (4 vezes)